# Mauro Vigorito
Mauro Vigorito (Bosa, 22 maggio 1990) è un calciatore italiano, portiere del Como.

## Carriera

### Club
Nato in provincia di Oristano, approda presto nelle giovanili del Cagliari, di cui diventa portiere della formazione Primavera. Dal 2008-2009 è aggregato come terzo portiere alla prima squadra, tuttavia non trova spazio.
Nel mercato invernale della stagione 2009-2010 è in procinto di passare in prestito all'Olbia, in Lega Pro Seconda Divisione, ma l'infortunio prima del secondo portiere dei rossoblù Cristiano Lupatelli, poi del titolare Federico Marchetti fanno sfumare il trasferimento e consentono al portiere macomerese di esordire in Serie A, a partita in corso (ventunesimo minuto), nella sfida casalinga pareggiata per 2-2 contro la Fiorentina il 31 gennaio 2010, gara in cui subisce la prima rete in carriera, da parte del fiorentino Stevan Jovetić.
Il 16 maggio 2010, all'ultima giornata di campionato, ottiene la seconda presenza in campionato, in Cagliari-Bologna (1-1). Nell'agosto dello stesso anno viene preso in prestito dalla Carrarese, nella quale disputa 3 gare subendo due reti. Il 20 giugno 2011 il Cagliari riscatta il giocatore, che torna quindi ai sardi come terzo portiere dietro Agazzi e Avramov.
Il 31 gennaio 2012 passa in prestito alla Triestina.
Esordisce il 4 aprile da titolare nella partita Cremonese-Triestina (1-1). Alla fine della stagione le partite giocate sono 4 con 8 gol subiti.
Nel luglio 2012 passa in comproprietà al Lumezzane.
Nel giugno 2013 viene riscattato a titolo definitivo dal Cagliari, mentre il 18 luglio seguente viene ceduto in comproprietà al Venezia.
Nell'estate 2014 si trasferisce al Vicenza, con cui esordisce in Serie B il 10 settembre 2014 sostituendo Srđan Spiridonović dopo l'espulsione di Nicolás Bremec.
Il 4 agosto 2017 passa ufficialmente al Frosinone, con cui firma un contratto per una stagione. Con i ciociari ottiene la promozione in Serie A.
Il 31 luglio 2018 viene ufficializzato il suo passaggio al Lecce, club con il quale firma un contratto triennale. Con i giallorossi ottiene da titolare la promozione in massima serie, mentre nelle successive due annate è il portiere di riserva.
Il 28 agosto 2021 si trasferisce a titolo definitivo al Cosenza, con cui sottoscrive un accordo fino al 30 giugno 2023.
A luglio 2022 firma un contratto con il Como fino al 30 giugno 2024. Pur con sole 5 presenze in 2 campionati, è protagonista della promozione in Serie A, dove tuttavia trova poco spazio dovendo affrontare la concorrenza di Pepe Reina ed  Emil Audero.

## Statistiche

### Presenze e reti nei club
Statistiche aggiornate al 29 novembre 2023.
| Stagione        | Squadra         | Campionato      | Campionato | Campionato | Coppe nazionali | Coppe nazionali | Coppe nazionali | Coppe continentali | Coppe continentali | Coppe continentali | Altre coppe | Altre coppe | Altre coppe | Totale | Totale |
| Stagione        | Squadra         | Comp            | Pres       | Reti       | Comp            | Pres            | Reti            | Comp               | Pres               | Reti               | Comp        | Pres        | Reti        | Pres   | Reti   |
| --------------- | --------------- | --------------- | ---------- | ---------- | --------------- | --------------- | --------------- | ------------------ | ------------------ | ------------------ | ----------- | ----------- | ----------- | ------ | ------ |
| 2009-2010       | Cagliari        | A               | 2          | -2         | CI              | 0               | 0               |                    | -                  | -                  |             | -           | -           | 2      | -2     |
| 2010-2011       | Carrarese       | SD              | 3          | -2         | CI-LP           | 2               | -2              |                    | -                  | -                  |             | -           | -           | 5      | -4     |
| 2011-gen. 2012  | Cagliari        | A               | 0          | 0          | CI              | 0               | 0               |                    | -                  | -                  |             | -           | -           | 0      | 0      |
| gen.-giu. 2012  | Triestina       | PD              | 3+1        | -6 + -2    | -               | -               | -               |                    | -                  | -                  |             | -           | -           | 4      | -8     |
| 2012-2013       | Lumezzane       | PD              | 28         | -33        | CI              | 2               | -4              |                    | -                  | -                  |             | -           | -           | 30     | -37    |
| 2013-2014       | Venezia         | PD              | 21         | -28        | CI              | 1               | -2              |                    | -                  | -                  |             | -           | -           | 22     | -30    |
| 2014-2015       | Vicenza         | B               | 23+1       | -14        | CI              | 0               | 0               |                    | -                  | -                  |             | -           | -           | 24     | -14    |
| 2015-2016       | Vicenza         | B               | 29         | -38        | CI              | 1               | 0               |                    | -                  | -                  |             | -           | -           | 30     | -38    |
| 2016-2017       | Vicenza         | B               | 15         | -16        | CI              | 0               | 0               |                    | -                  | -                  |             | -           | -           | 15     | -16    |
| Totale Vicenza  | Totale Vicenza  | Totale Vicenza  | 67+1       | -68        |                 | 1               | 0               |                    | -                  | -                  |             | -           | -           | 69     | -68    |
| 2017-2018       | Frosinone       | B               | 17+4       | -18 + -4   | CI              | 0               | 0               |                    | -                  | -                  |             | -           | -           | 21     | -22    |
| 2018-2019       | Lecce           | B               | 33         | -40        | CI              | 2               | -4              |                    | -                  | -                  |             | -           | -           | 35     | -44    |
| 2019-2020       | Lecce           | A               | 5          | -9         | CI              | 1               | -5              |                    | -                  | -                  |             | -           | -           | 6      | -14    |
| 2020-2021       | Lecce           | B               | 0          | 0          | CI              | 1               | -3              |                    | -                  | -                  |             | -           | -           | 1      | -3     |
| Totale Lecce    | Totale Lecce    | Totale Lecce    | 38         | -49        |                 | 4               | -12             |                    | -                  | -                  |             | -           | -           | 42     | -61    |
| 2021-2022       | Cosenza         | B               | 18         | -26        | CI              | 0               | 0               |                    | -                  | -                  |             | -           | -           | 18     | -26    |
| 2022-2023       | Como            | B               | 4          | -6         | CI              | 0               | 0               |                    | -                  | -                  |             | -           | -           | 4      | -6     |
| 2023-2024       | Como            | B               | 1          | 0          | CI              | 0               | 0               | -                  | -                  | -                  | -           | -           | -           | 1      | 0      |
| 2024-2025       | Como            | A               | 0          | 0          | CI              | 0               | 0               | -                  | -                  | -                  | -           | -           | -           | 0      | 0      |
| Totale Como     | Totale Como     | Totale Como     | 5          | -6         |                 | 0               | 0               |                    | -                  | -                  |             | -           | -           | 5      | -6     |
| Totale carriera | Totale carriera | Totale carriera | 201+6      | -238 + -6  |                 | 10              | -20             |                    | -                  | -                  |             | -           | -           | 217    | -264   |